# Friedrich Karl (Schleswig-Holstein-Sonderburg-Plön)

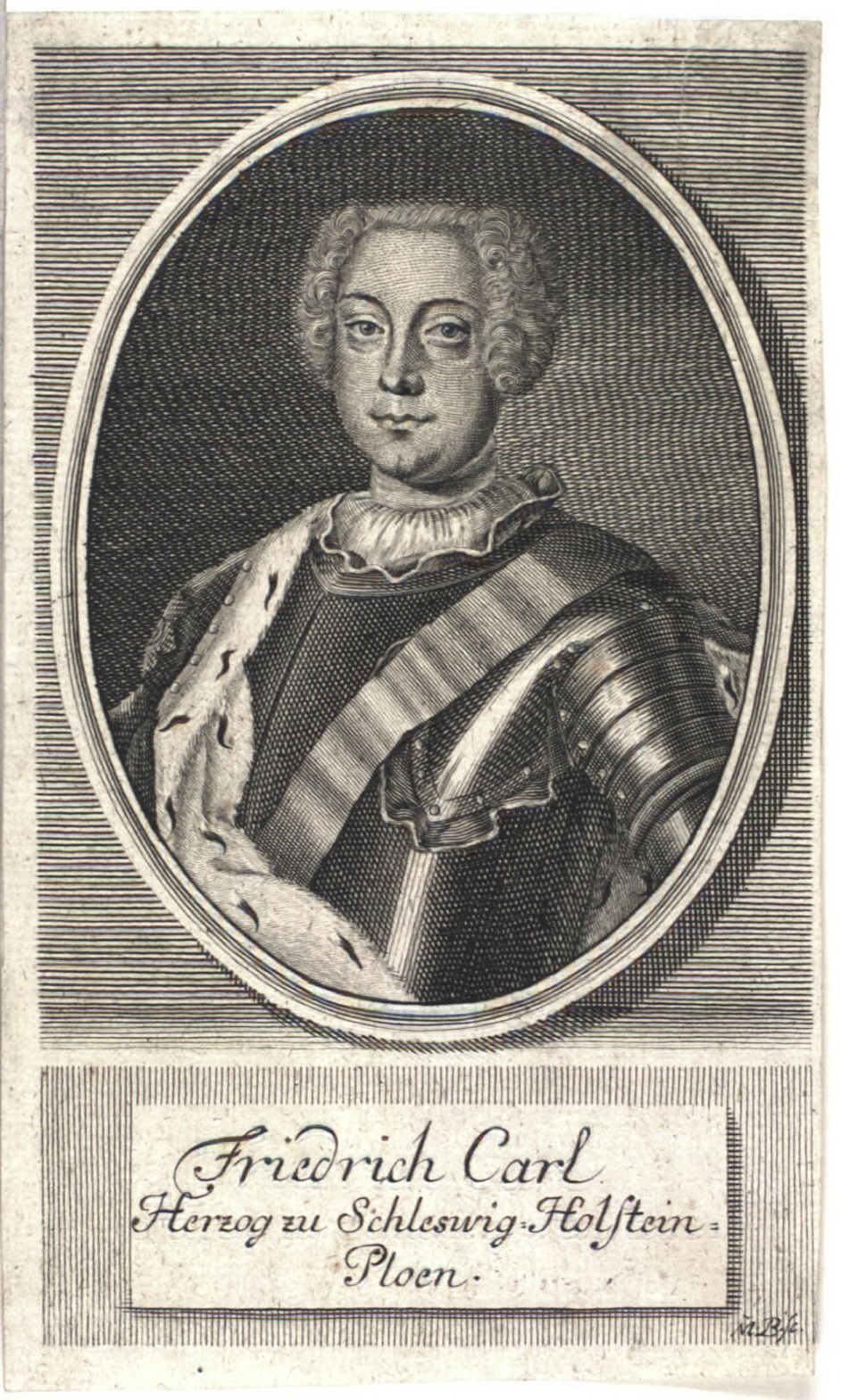
Friedrich Karl von Schleswig-Holstein-Sonderburg-Plön, Stich, Mitte des 18. Jahrhunderts

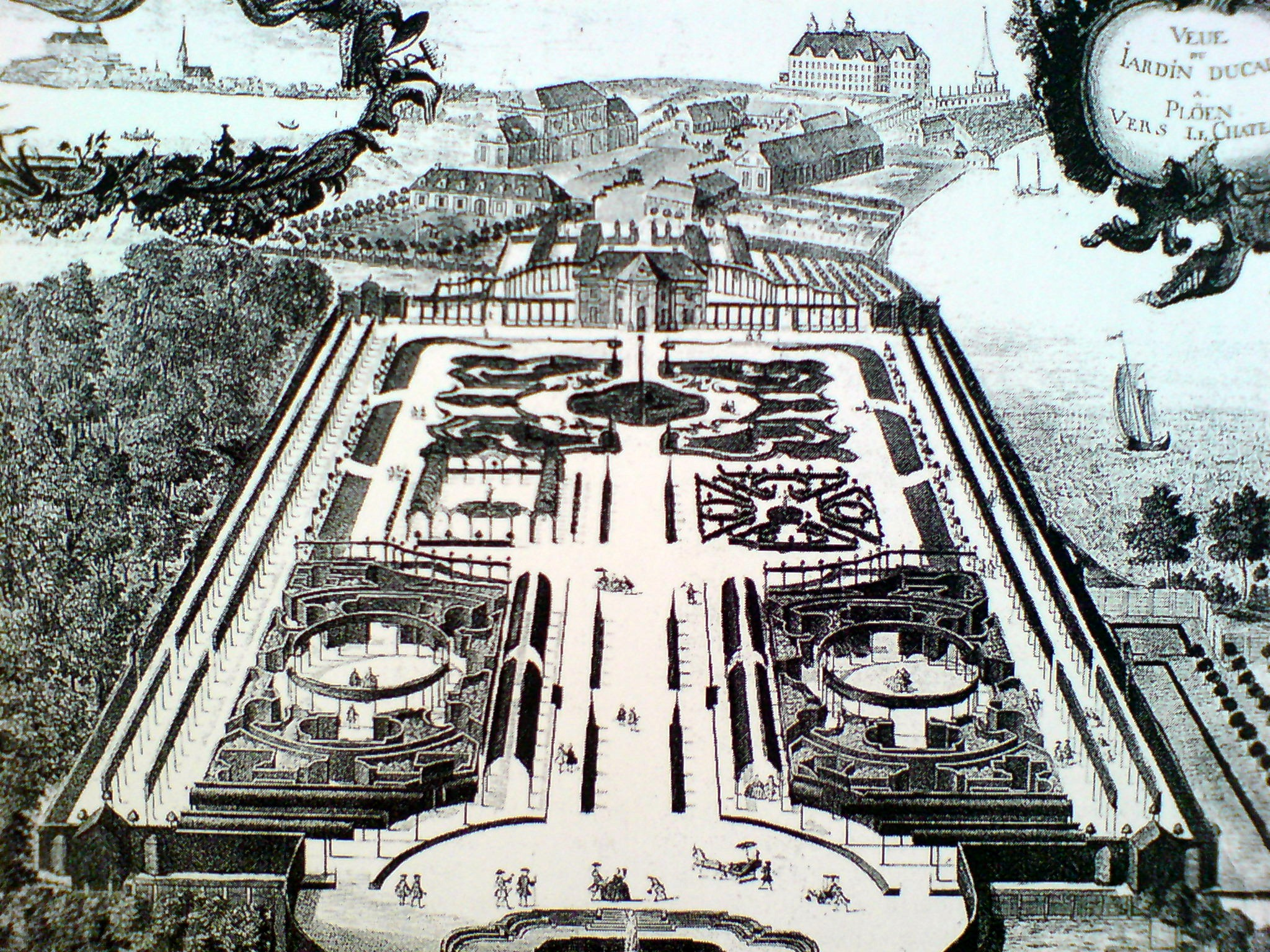
Der Plöner Schlossgarten zur Zeit Friedrich Karls, 1749

Friedrich Karl von Schleswig-Holstein-Sonderburg-Plön (* 4. August 1706 in Sønderborg; † 18. Oktober 1761 in Traventhal), auch Friedrich Karl von Schleswig-Holstein-Plön, war der letzte Herzog des Herzogtums Schleswig-Holstein-Plön. Da er ohne legitimen männlichen Nachkommen starb, fiel das Herzogtum nach seinem Tode zurück an das dänische Königshaus.

## Leben
Friedrich Karl war der Sohn von Christian Karl von Schleswig-Holstein-Sonderburg-Norburg, dem jüngeren Bruder des Plöner Herzogs Joachim Friedrich, aus seiner nicht ebenbürtigen Ehe mit Dorothea Christina von Aichelberg. Er wurde nach Christian Karls frühen Tod als Posthumus geboren. Aufgrund eines Vergleichs von 1702 zwischen seinem Vater und dessen Bruder trug er zunächst den Namen von Karlstein. Seine Mutter und seine Vormünder stritten über Jahre mit Herzog Joachim Friedrich um seine Sukzessionsfähigkeit und die Rechtmäßigkeit bzw. Anwendbarkeit des Vergleichs von 1702. 1708 erhielt Friedrich Karl das Anrecht auf eine Domherrenstelle in Magdeburg und galt damit als stiftsfähig. Nachdem Joachim Friedrich 1722 ohne männlichen Erben gestorben war, wurde Friedrich Karl vom dänischen König Friedrich IV. als von fürstlichem Stand und Nachfolger seines Onkels anerkannt. Diese Anerkennung konnte jedoch nur für die unter dänischer Lehnshoheit stehenden Gebietsanteile wie Norburg durchgesetzt werden, da sein Cousin Johann Ernst Ferdinand aus der katholischen Nebenlinie Schleswig-Holstein-Plön-Rethwisch auch Ansprüche anmeldete und für die holsteinischen Gebietsanteile, die der kaiserlichen Lehnshoheit unterstanden, die Unterstützung des Kaisers hatte. So wurde Friedrich Karl vom dänischen König mit Norburg belehnt, noch bevor auch der letzte (Titular-)Herzog aus der älteren Norburger Linie gestorben war, nämlich Ernst Leopold von Holstein-Norburg (1685–1722), der Bruder von Elisabeth Sophie Marie von Schleswig-Holstein-Norburg, Herzogin zu Braunschweig-Wolfenbüttel, der einige Jahre in Brüssel in Kriegsdiensten war und erkrankt in Wesel auf der Reise zu seiner Schwester verstorben, in Wolfenbüttel dann beigesetzt wurde.
1724/25 unternahm Friedrich Karl eine Kavalierstour durch deutsche Höfe und nach Utrecht, die neben seiner Bildung auch den Zweck hatte, um Unterstützung seiner Ansprüche auf Plön zu werben. Doch erst mit dem Tode des Cousins konnte Friedrich Karl die Regierung in Plön antreten. Im Gegenzug trat er Norburg an den dänischen König wieder ab. Am 5. November 1729 zog er in Plön ein. Die Anerkennung durch den Reichshofrat erfolgte 1731.

## Der Barockfürst
Unter Friedrich Karl erlebte Plön eine kulturelle Blüte. Der Herzog ließ das Plöner Schloss im Stil des Rokoko ausbauen und erweiterte die Anlage um einen großen barocken Garten. Unter seinem Hofarchitekten Johann Gottfried Rosenberg entstanden mit dem heute sogenannten Prinzenhaus und dem Plöner Marstall bedeutende Bauten des Barocks in Schleswig-Holstein. Auch das im 19. Jahrhundert zerstörte Lustschloss in Traventhal wurde im Auftrag Friedrich Karls zeitgemäß umgebaut und zu einer der aufwendigsten Anlagen des Landes erweitert. 
Da Friedrich Karl keinen legitimen männlichen Erben besaß, stellte er 1756 das sogenannte Plönische Successionstraktat aus, mit dem er den dänischen König zum Erben seines Besitzes ernannte. Im Gegenzug wurde ihm durch Friedrich V. eine Übernahme aller Schulden zugesichert, was in der Realität einem unbegrenzten Kredit gleichkam.
Nach dem Tode des Herzogs ging der Plöner Besitz vertragsgemäß an das dänische Königshaus, das so der Vollendung des Gesamtstaats näher kam. Die Besitzungen wurden eingezogen, und die Plöner Residenzen in Reinfeld, Ahrensbök und Rethwisch in der Folge abgebrochen.

## Familie

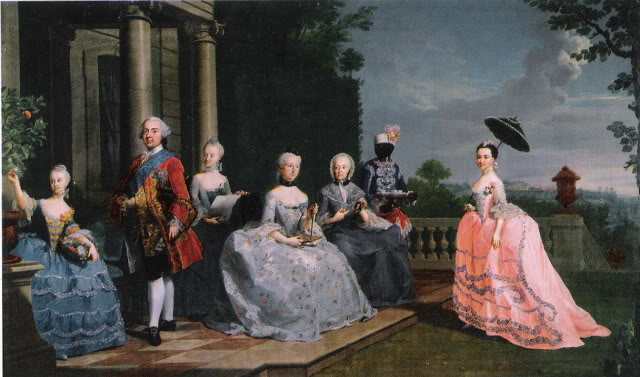
Friedrich Karl im Kreise seiner Familie im Garten von Schloss Traventhal; Gemälde von Johann Heinrich Tischbein (1759); von links: Luise Albertine, Friedrich Karl, Friederike Sophie, seine Frau Christine Armgardis, seine Mutter Dorothea Christina, ein afrikanischer Diener, Charlotte Amalie Wilhelmine

Friedrich Karl heiratete am 18. Juli 1730 in Kopenhagen Christiane Armgardis (Irmgard) von Reventlow (1711–1769), die Tochter des Oberpräsidenten von Altona Christian Detlev von Reventlow. Ein Sohn starb noch im Kindesalter, ihre Töchter waren 
- Sophia Christine Luise (* 1732; † 1757)
- Friederike Sophie Charlotte (* 1736; † 1769), verheiratet mit Georg Ludwig II. zu Erbach-Schönberg
- Charlotte Amalie Wilhelmine (* 1744; † 1770), verheiratet mit Friedrich Christian I. von Schleswig-Holstein-Sonderburg-Augustenburg
- Luise Albertine (* 1748; † 1769), verheiratet mit Friedrich Albrecht von Anhalt-Bernburg

Zwei der Mätressen Friedrich Karls sind namentlich überliefert: Mit Sophie Agnes Olearius führte er eine sechsjährige Beziehung, aus der sechs Töchter hervorgingen, mit der Kammerfrau Catharina Bein hatte er fünf Kinder. Die Frauen und die Kinder aus diesen Beziehungen ließ er mit Geld und Gutsbesitz versorgen. Ein Urenkel aus dieser Linie war der grönländische Inspektor Nicolai Zimmer (1810–1894).